# José Jorge Loureiro

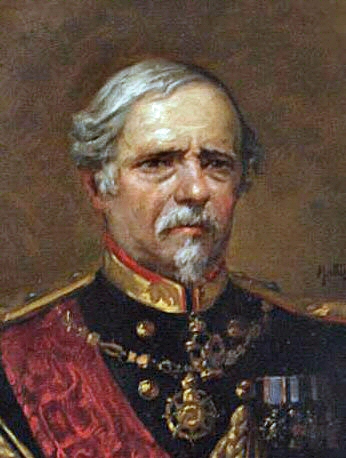
José Jorge Loureiro.

José Jorge Loureiro (Lissabon, 23 april 1791 - 1 juni 1860) was een Portugees militair en premier ten tijde van de monarchie.

## Levensloop
Loureiro was majoor in het Portugese leger. 
Hij was meermaals minister van Financiën, Oorlog en Marine. Tevens was hij van 1835 tot 1836 premier van Portugal.
- Bibliothèque nationale de France: cb12074329d (data)
- International Standard Name Identifier: 0000 0000 6643 3598
- Library of Congress Control Number: n88064347
- Virtual International Authority File: 46784355
- WorldCat: E39PBJvt83Mp7b8KBktB6j97HC